# Людвіг Шеманн
Карл Лю́двіг Хе́ндрік Ло́ренц То́мас Ше́манн (нім. Karl Ludwig Hendrik Lorenz Thomas Schemann) (нар. 16 жовтня 1852, Кельн — †13 лютого 1938, Фрайбург) — німецький перекладач і науковець. Був учнем Ріхарда Вагнера і Артура Шопенгауера. Найбільш відомий завдяки перекладу і популірізації расистських теорій Жозефа Артюра Гобіно.